# 朗山民居
朗山民居，位于中国广西壮族自治区恭城瑶族自治县莲花镇朗山村，为一个省级文物保护单位，类型为古建筑及历史纪念建筑物，为第四批广西壮族自治区文物保护单位，公布时间为1994年7月8日。
朗山民居的历史年代为清。